# Dragó gegant de Nova Caledònia
El dragó gegant de Nova Caledònia (Rhacodactylus leachianus) és una espècie de sauròpsid (rèptil) escatós de la família dels diplodactílids endèmica de les selves de Nova Caledònia, principalment a les Île des Pins i les illes Belep.

## Subespècies
- Rhacodactylus leachianus aubrianus Bocage 1873
- Rhacodactylus leachianus henkeli Seipp & Obst 1994
- Rhacodactylus leachianus leachianus (Cuvier 1829)